# منارة رأس الإبرة
منارة رأس الإبرة هي منارة عميقة تقع في الطرف الشمالي الشرقي من خليج وهران.

## تاريخ

### اعتبارات عامة
يبدو أنه قبل الاستعمار، وُضع عدد قليل من الفوانيس البدائية النادرة بالقرب من الملاجئ التي كانت بمثابة ملجأ للمراكب البربرية ؛ مثل الفانوس العادي الموجود على البرج العالي في حصن الصخرة. منذ السنوات الأولى للغزو، رُكبت شعلات أكثر كفاءة في أكثر النقاط المميزة. وهكذا في عام 1834، قام الفرنسيون بتركيب جهاز بدلاً من فانوس الجزائر العاصمة والذي يتكون من ضوء ثابت يعلوه تاج دوار يحمل 8 مصابيح مع عاكسات مرتبة لإنتاج ضوء كسوف لمدة 30 ثانية. في 30 ثانية.
التقرير الرسمي الأول الذي يتناول إنارة السواحل الجزائرية هو تقرير اللجنة البحرية الجزائرية لعام 1843 الذي يضع تقريراً كاملاً «عن التحسينات التي يجب إجراؤها على الأضواء الموجودة (الجديدة في ذلك الوقت)، للأضواء التي سيتم إنشاؤها. على الفور، يجب إشعال الشعلات بعد ذلك». نفذ على مدار عدة سنوات، مع التعديلات التي فرضها التقدم التقني وتطور الملاحة، والتي قررت لجنة المنارة لعام 1861 أهمها.
عُدلت الأجهزة بشكل دوري بين عامي 1860 و 1900. كان أبرز هذه التحسينات هو استبدال الزيت المعدني بالزيت النباتي في عام 1881 بعد ذلك، من خلال استخدام بعض شعلات المصابيح عند مستوى ثابت.
تم بناء منارة رأس الإبرة في عام 1865.
في عام 1902، وُضع برنامج جديد لتحسين الإضاءة الساحلية من خلال إنشاء لجنة بحرية خاصة تبنت برنامجًا للإنجازات يوفر، من بين أمور أخرى، استبدال الأضواء الثابتة الموجودة عن طريق وميض الأضواء الغامضة مع أو بدون قطاعات زاهية الألوان. البرنامج الذي نُفذ بالكامل من 1904 إلى 1908 باستثناء الرصيف الشمالي لميناء الجزائر. في عام 1924 تابع كبير المهندسين لخدمة المنارة المركزية كهربة الأضواء الرئيسية وأضواء الموانئ منذ البعثة العلمية إلى الجزائر.
بالإضافة إلى ذلك، تم تشغيل أربعة أجهزة راديوية ؛ في منارة الأميرالية بالجزائر العاصمة (1931)، في رأس الإبرة (1938)، في رأس كاكسين (1938) وفي رأس ماتيفو (1942). كما خططت الخدمات الفنية لإنشاء أربعة مبانٍ إضافية في غضون فترة زمنية قصيرة في رأس تنس، وكاب بينجوت، ورأس بوقارون، ورأس العسة.

## مميزات

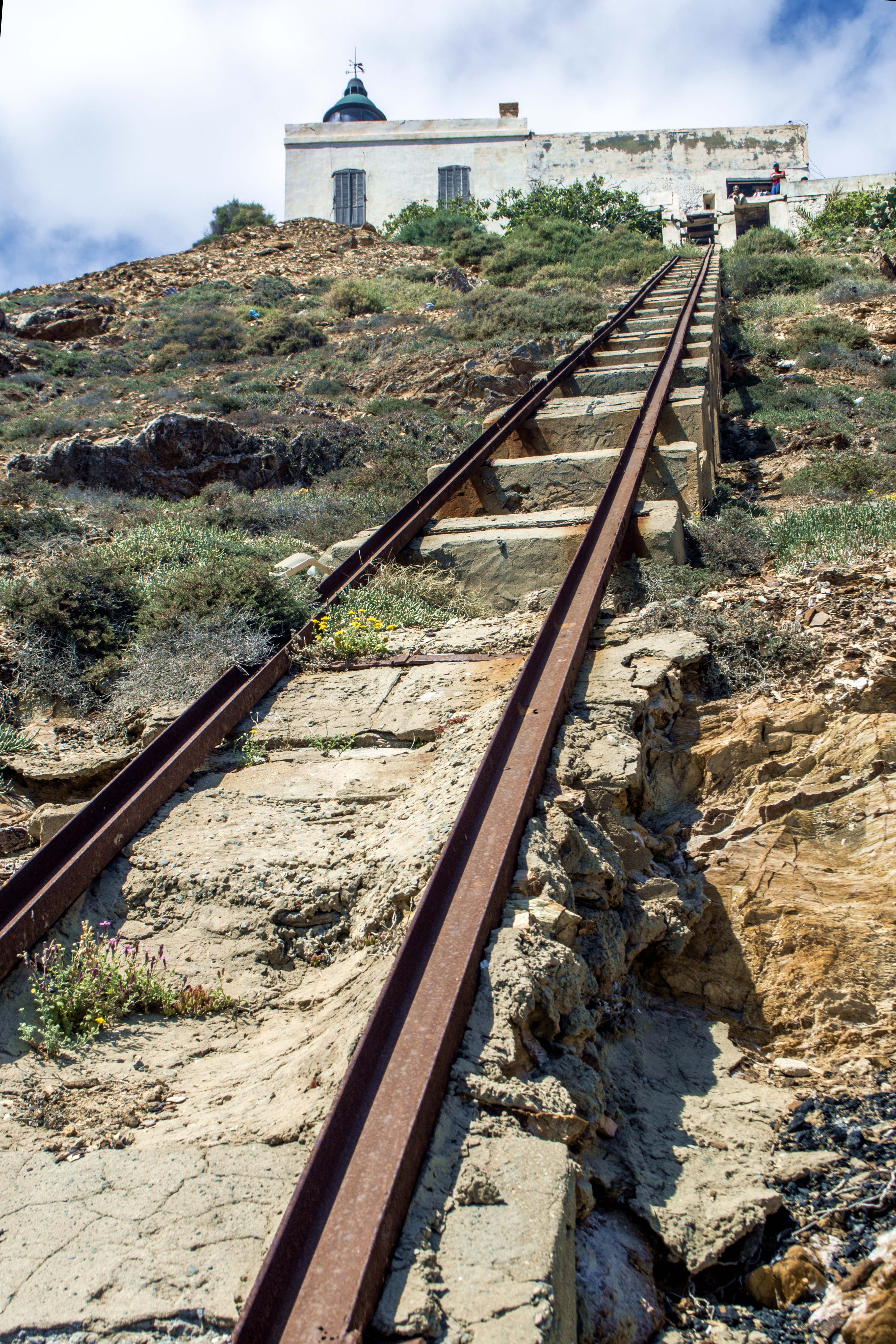
المنارة من الأسفل

المنارة، التي ترتفع إلى 63,6 م من منسوب المياه، مبنية إلى الشمال الشرقي من ميناء وهران على الطرف الغربي من رأس الإبرة، بالقرب من قرية كريستل الساحلية. هو برج أسطواني من البناء الأملس 12,6 م ويقع غرب مجموعة من الأبنية. مبنى شرقي البرج، مغرة فاتحة، يضم ثلاثة أرباع للحراس. حواجز بناء ناعمة، مغرة خفيفة. على 68 م تقريبًا وفي السمت عند 62 درجة، يوجد مبنى منظار إشعاعي، في البناء الأملس، والمغرة الخفيفة، 6 م. على البرج : فانوس مع صيانه داخليه.
كان مصدر الكهرباء الألواح الشمسية. قوة المصباح 180 W / 220 V وتوفرت الإضاءة بضوء ابيض مع ومضتين في 10 ثواني. يبلغ مدى الإضاءة 21 ميلًا بحريًا أو ما يقرب من 39 كم مما يجعلها منارة من الدرجة الثانية.

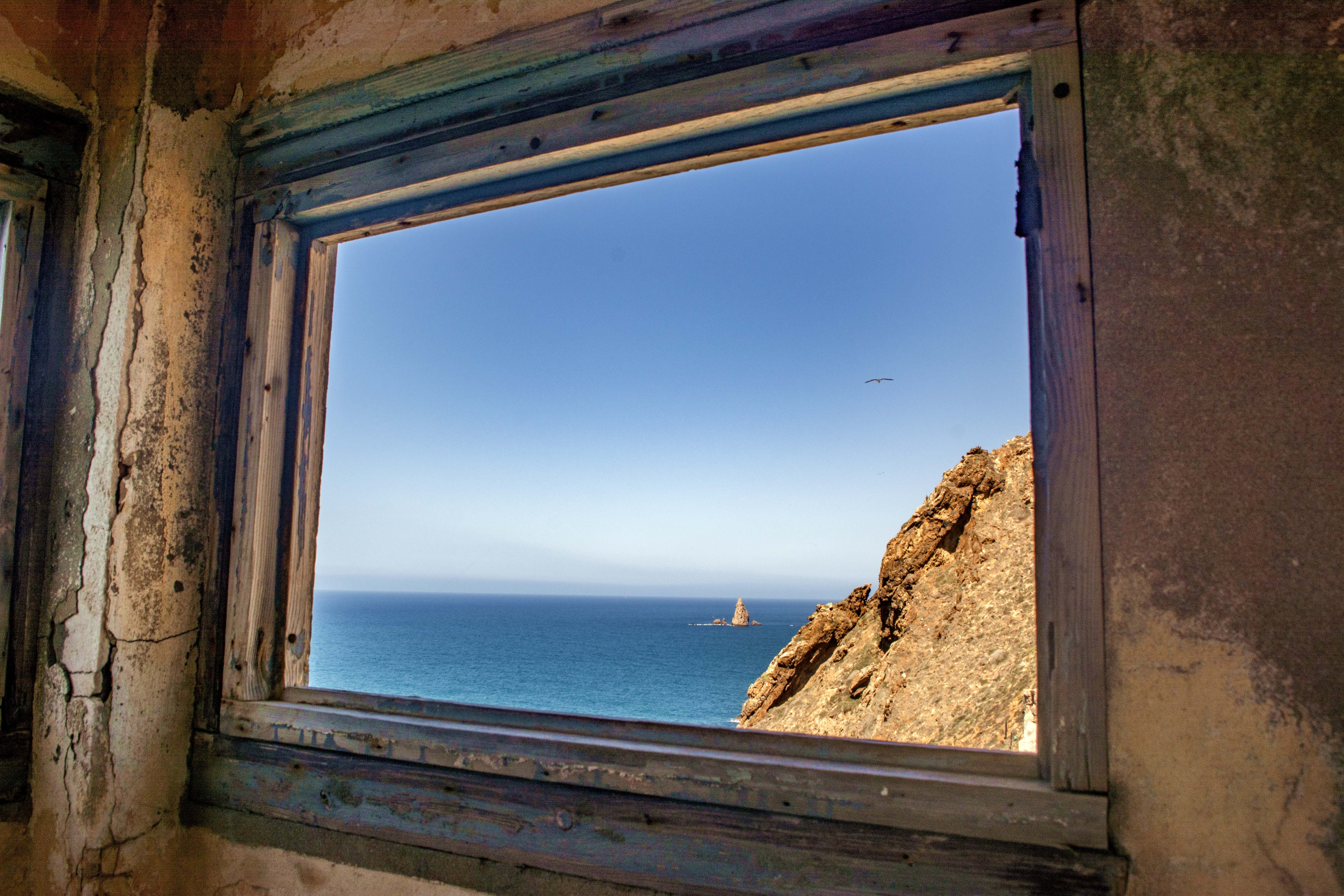
مشهد من غرفة تقع في المنارة

## روابط خارجية
- موقع الديوان الوطني للإشارات البحرية
- الرأس والمنارة